# Гама-лъчев космически телескоп Ферми
Ферми (първоначално наречен GLAST, от английски: GLAST – Gamma-ray Large Area Space Telescope – „Гама-лъчев космически телескоп с голяма площ“) е гама-лъчев космически телескоп, проектиран да изучава високо-енергийните явления във Вселената. Ферми е съвместен проект на НАСА, Американския департамент на енергетиката, Франция, Германия, Италия, Япония и Швеция.
На 8 февруари 2008 г. НАСА обявява, че приема предложения за ново име на телескопа, което да „отрази вълнуващата мисия на GLAST и да привлече вниманието върху гама-лъчевата и високо-енергийната астрономия.“. Впоследствие телескопът е наименуван Ферми, на името на италианския физик и носител на нобелова награда Енрико Ферми, един от основоположниците на физиката на високите енергии.

## Обща информация
Ферми разполага с два научни инструмента, Широкоплощен телескоп (ШПТ) и Детектор за гама-лъчеви избухвания (ДГИ). ШПТ е гама-лъчев детектор, който засича фотони с енергии от 30 MeV (30 милиона Електронволта) до 300 GeV (милиарда Електронволта). ДГИ се състои от 14 детектора на гама избухвания, които засичат фотони от избухвания с енергии от 8 KeV (хиляди Електронволта) до 30 (MeV).
Космическият апарат, който носи инструментите, е построен от компанията General Dynamics Advanced Information Systems (преди позната като Spectrum Astro) от Гилбърт, Аризона. Той е изпратен на ниска околоземна кръгова орбита, с период от около 95 минути. В нормален режим на работа е позициониран така, че инструментите му винаги да са насочени встрани и в посока, навън от Земята. Инструментите ще преглеждат почти цялото небе по 16 пъти на ден. Апаратът може да поддържа и положение, което да позволява на инструментите да наблюдават само определена точка от небето.
И двата научни инструмента са завършени към април 2008. Те са преминали тестове за издържане на вибрации, ниско налягане, висока и ниска температура. Те бяха инсталирани на космическия апарат в лабораторията на General Dynamics в Гилбърт, Аризона.
Данните, получени от Ферми, ще бъдат достъпни за широката общественост на сайта на Научния център на Ферми. Ще бъде предоставен и софтуер за анализ на данните. Учените, разработили научни програми, ще могат да кандидатстват за Програмата за гости-изследователи.

## Мисия
Основните научни цели на мисията GLAST са:
- Да бъде разбран механизмът, който ускорява частици в активните галактични ядра, пулсари и останки от свръхнови
- Да бъдат разрешени загадките на гама-лъчевото небе: неидентифицирани източници и дифузни емисии
- Да бъде определено поведението на гама-лъчевите избухвания и да се изследват рентгеновите двойки
- Да се наблюдава и изследва тъмната материя и ранната Вселена
- Търсене на изпаряващи се черни дупки

НАСА проектира мисията да продължи 5 години, но целта ѝ е да продължи 10.

## Изстрелване
На 4 март 2008 г. апаратът пристигна в лабораторията Астротек във Флорида. Той ще бъде изстрелян от стартова площадка „Б“ на 17-и комплекс за изстрелване във ВВС базата Кейп Каневерал на борда на ракета Делта II 7920H 10C. Ферми е изстрелян на 11 юни 2008 в 16:05 UT. Ферми работи в ниска околоземна орбита с височина 550 километра при наклон на орбитата от 28°,5.